# ساختمان شرکت سهامی فرش ایران
ساختمان شرکت سهامی فرش ایران عمارتی است که میان سال‌های ۱۲۹۰ تا ۱۳۰۰ در خیابان فردوسی در مرکز شهر تهران ساخته شد. این ساختمان بخشی از دارایی‌های بسیار یکی از بازرگانان نیکوکار زرتشتی به نام ارباب جمشید بوده است. این مالکیت با سنگ‌نبشته روی یکی از ستون‌های ساختمان تأیید می‌گردد. در سال ۱۳۱۴ شرکت سهامی فرش ایران با دستور دولت وقت با هدف تولید، طراحی و پژوهش در زمینه فرش دستباف، در همین عمارت بنیادگذاری و آغاز به کار کرد.

## پیشینه
ساختمان کنونی شرکت فرش ایران به همراه بخش بزرگی از باغ روبروی آن (سفارت کنونی روسیه) بخشی از مرکز تجارتخانه و انبار ارباب جمشید بوده است. پس از پایه‌گذاری شرکت انگلیسی تولیدکننده قالی شرق (O.C.M ORIENTAL CARPET MANUFACTUR) این ساختمان به خانواده پیرنیا واگذار گردید. در دوره رضاشاه شرکت انگلیسی تولیدکننده قالی شرق (O.C.M) فروپاشید و دارایی‌های آن به شرکت سهامی فرش ایران واگذار شد و سال‌های ۱۳۱۴ تا ۱۳۱۸ این ساختمان به اجاره شرکت فرش در آمد که سرانجام در دهه پنجاه خورشیدی توسظ این شرکت خریداری شد. به خریداری آن اقدام نمود. تا سال ۱۳۵۴ این ساختمان به عنوان بنای اداری مورد بهره‌برداری قرار می‌گرفت و پس از جابجایی تشکیلات اداری به ساختمان خیابان خردمند، این ساختمان به نمایشگاه و فروشگاه تبدیل شد. در سال‌های جنگ وو به دلیل بمباران هوایی عراق در پیرامونن این ساختمان دیوارها رفته رفته ترک برداشته و به حالتی نیمه‌ویران گرفتند. از این رو طبقه دوم ساختمان دیگر قابل استفاده نبود تا این که در سال‌های ۱۳۸۳ و ۱۳۸۴ این ساختمان بازسازی و بهسازی شد.

## معماری
این ساختمان که در سال‌های پایانی دوره قاجار پایه‌گذاری شد، یکی از برجسته‌ترین نمونه‌های معماری ایرانی در آن دوره است. معماری این ساختمان با الهام از معماری هخامنشی و نیز معماری ساسانی و با بهره گرفتن از عناصر معماری آن دوره همانند ستون‌ها و سرستون‌های هخامنشی، پرهای هخامنشی، شیرهای بالدار، نیلوفرهای هخامنشی، تاج خروسی‌ها و ... طراحی و ساخته شده است.
روی یکی از ستون‌های این ساختمان، سنگ‌نبشته‌ای وجود دارد که بانی و معمار این ساختمان را روی آن تراشیده است: «حسب‌الفرمایش عمده‌التجار ارباب جمشید عمل ... .» که شوربختانه نام معمار آن آشکار نیست.

## بازسازی
این ساختمان در سال ۱۳۸۳ و ۱۳۸۴ بازسازی و مرمت شد.
نخست سازه این ساختمان که خشت و گلی بود ترمیم شد. و آن گاه نمای ظاهری و پیکره ساختمان با وجود فرسایش بسیار در گذر روزگاران هنوز چندان از میان نرفته بود. از این رو عناصر و اجزای معماری آن همچون نمای آجری، ستون‌ها، سرستون‌ها و زیرستون‌ها بهسازی شدند. در و پنجره‌های چوبی پوسیده و آسیب دیده با همان طرح بازسازی در جای خود گذاشته شدند. بدین سان نمای بیرونی همچنان نگهداشته شد. با زدودن لایه‌های گچ از ستون‌ها در تالارها دورنی، رویه سنگی آنها پیدا شد که همسان با طراحی ستون‌های نمای بیرونی بودند.